# Заунгузское плато
Заунгу́зское плато́ — плато на территории пустыни Заунгузские Каракумы.
Высота плато достигает 203 м (в восточной части); на юге заканчивается крутым расчленённым уступом 60—80 м высотой, у подножия которого протягивается цепь солончаковых впадин Унгуз. Поверхность плато занята песчаной и щебнисто-песчаной пустыней. Пески образовались за счёт выветривания и перевевания неогеновых рыхлых песчаников и песков заунгузской свиты. Господствуют субмеридиональные песчаные гряды. На юге и юго-западе расположены узкие гряды из коренных пород (кыры).